# Omar Andrés Narváez
Pour le joueur de baseball, voir Omar Narváez.
Pour les articles homonymes, voir Narváez.
Omar Andrés Narváez est un boxeur argentin né le 10 juillet 1975 à Trelew.

## Carrière
Il devient champion du monde des poids mouches WBO le 13 juillet 2002 en battant aux points Adonis Rivas.
Narváez conserve sa ceinture notamment contre Bernard Inom, Brahim Asloum, Ivan Pozo et Rayonta Whitfield le 7 février 2009, date à laquelle il bat le record argentin de Carlos Monzón avec une 15e défense victorieuse de son titre WBO,.
Après avoir porté ce record à 16, l'argentin s'empare du titre WBO vacant des super-mouches le 15 mai 2010 en dominant à l'issue des 12 rounds Everth Briceno et renonce alors à sa ceinture dans la catégorie inférieure. Il s'impose ensuite aux points à Buenos Aires face au Mexicain Victor Zaleta le 12 février 2011 puis contre Cesar Seda le 16 avril et William Urina le 11 juin.
Le 22 octobre 2011, Narvaez affronte le champion du monde WBC & WBO des poids coqs Nonito Donaire et subit la première défaite de sa carrière professionnelle en s'inclinant nettement aux points à l'issue des 12 rounds. Il conserve néanmoins sa ceinture WBO des super-mouches en s'imposant aux points le 21 avril 2012 face à Jose Cabrera et à la 8e reprise le 20 octobre 2012 contre Johnny Garcia. Il s'impose également le 15 décembre 2012 aux dépens de David Quijano puis est déclaré vainqueur de peu aux points contre Felipe Orucut le 25 mai 2013 et au 10e round contre Hiroyuki Hisataka le 24 août 2013.
Narvaez s'impose également contre David Carmona par arrêt de l'arbitre au 7e round le 20 décembre 2013 puis contre Antonio Garcia et Felipe Orucuta. Il perd finalement sa ceinture, à 39 ans, le 30 décembre 2014 par KO à la 2de reprise face au japonais Naoya Inoue de 18 ans son cadet ! Il sera également battu aux points le 21 avril 2018 par le champion WBO des poids coqs Zolani Tete.